# Татаурово (станция)
Татау́рово — станция Восточно-Сибирской железной дороги на Транссибирской магистрали (5603 километр).
Расположена в посёлке Татаурово Прибайкальского района Бурятии.

## История
Основана в 1900 году.

## Дальнее следование по станции
| № поезда       | Маршрут движения      | № поезда       | Маршрут движения   |
| -------------- | --------------------- | -------------- | ------------------ |
| 69             | Чита — Москва         | 70             | Москва — Чита      |
| 81             | Улан-Удэ — Москва     | 82             | Москва — Улан-Удэ  |
| 149            | Улан-Удэ — Иркутск    | 150            | Иркутск — Улан-Удэ |
| 321 "Баргузин" | Забайкальск — Иркутск | 322 "Баргузин" | -                  |
| 361            | Наушки — Иркутск      | 362            | Иркутск — Наушки   |

## Пригородное сообщение по станции
| № поезда | Маршрут движения   | № поезда | Маршрут движения   |
| -------- | ------------------ | -------- | ------------------ |
| 6618     | Таловка — Улан-Удэ | 6627     | Улан-Удэ — Таловка |
| 6612     | Таловка — Улан-Удэ | 6621     | Улан-Удэ — Таловка |
| 6631     | Улан-Удэ — Мысовая | 6632     | Мысовая — Улан-Удэ |
| 6637     | Улан-Удэ — Мысовая | 6638     | Мысовая — Улан-Удэ |